# Anomaloglossus praderioi
Espèce
Synonymes
- Colostethus praderioi La Marca, 1997

Statut de conservation UICN

 DD  : Données insuffisantes
Anomaloglossus praderioi est une espèce d'amphibiens de la famille des Aromobatidae.

## Répartition
Cette espèce est endémique du mont Roraima dans l'État de Bolívar au Venezuela. Elle se rencontre entre 1 800 et 1 950 m d'altitude.

## Publication originale
- La Marca, 1997 "1996" : Ranas del género Colostethus (Amphibia: Anura:Dendrobatidae) de la Guayana Venezolana con la descripción de siete especies nuevas. Publicaciones de la Asociación de Amigos de Doñana, no 9, p. 1-64.